# Інтеркалант
Інтеркалант (рос. интеркалант, англ. intercalant) — окремий атом, група або молекула, що входять без ковалентного зв'язування у міжшаровий простір кристалічних речовин з шаруватим типом структури, наприклад, у графіт.